# Sandun (socken)
Sandun (kinesiska: 三墩土家族乡, 三墩) är en socken i Kina. Den ligger i provinsen Sichuan, i den sydvästra delen av landet, omkring 420 kilometer öster om provinshuvudstaden Chengdu. Antalet invånare är 12 663. Befolkningen består av 6 207 kvinnor och 6 456 män. Barn under 15 år utgör 26,0 %, vuxna 15-64 år 64 %, och äldre över 65 år 8,0 %.
Genomsnittlig årsnederbörd är 1 617 millimeter. Den regnigaste månaden är september, med i genomsnitt 315 mm nederbörd, och den torraste är januari, med 9 mm nederbörd.